# 婚活マエストロ
『婚活マエストロ』（こんかつマエストロ）は、宮島未奈による日本の小説。長編小説。『別冊文藝春秋』（文藝春秋）2024年1月号から2024年9月号まで連載され、2024年10月25日に同社から単行本が刊行された。

本作は宮島初の商業誌連載作かつ長編小説で、デビュー作『成瀬は天下を取りにいく』で2024年本屋大賞の受賞後第一作である。

## 制作背景
宮島は『成瀬は天下を取りにいく』のヒットで多くの出版社から小説執筆の依頼を受けたが、同時進行で複数の執筆は難しいと考え保留していた。しかし、在住する滋賀県大津市まで訪れた別冊文藝春秋の編集者からの交渉で、初の長編小説を連載することになる。
創作は婚活パーティーを主催する会社でバイトをしていた編集者からの「宮島による婚活パーティーの司会者の話が読みたい」というリクエストから始まり、婚活未経験の宮島は編集者の婚活にまつわる話を「未知の世界」と感じながら聞き、「とりあえず書いてみます」と口を滑らせ返答している。余裕のある締切を設定していたものの、第1話は締切の2週間前に着手し、手探りで書き上げている。
作品の舞台に浜松を選んだ理由は、静岡特有ののんびりした雰囲気があり、他の地方都市とも共通点が多く、読者が親近感を持ちやすいと考えたためで、サイゼリヤやザザシティ、遠鉄百貨店などの馴染みのある施設を登場させたことで、より親近感を持ってもらえたのではと宮島は述べている。
作品の主人公・猪名川健人は、宮島自身がかつて在宅でwebライターとして活動した姿を重ねて描かれており、健人が在宅ライターとして生計を立てながら時に引け目を感じる部分や、SNSを無目的にスクロールしながらやる気を失う場面などは、彼女自身の経験や感情が反映されている。特に、「取材もせずに書くことに対する後ろめたさ」について、宮島は健人と共通していると感じている。また、宮島は細かい日常や過去の感情の記憶が作品に生かされているとも語り、健人のキャラクターをリアルに描く要素となったと述べている。

## あらすじ
怪しげな婚活イベント会社「ドリーム・ハピネス・プランニング」の紹介記事を書くことになった40歳独身のWebライター猪名川健人は、その取材で出会った「婚活マエストロ」と呼ばれる謎めいた美人司会者・鏡原奈緒子に興味を抱きつつ、婚活イベントに関わるうちに次第に婚活するのも悪くないと思い始める。

## 登場人物

### 主要人物
猪名川 健人（いながわ けんと）
本作の主人公。40歳独身の在宅Webライター。大学に入学した18歳からずっと浜松のレジデンス田中に暮らす。趣味は寝ること。
大学時代にバイトしていたレンタルビデオ店の正社員になるが業界の衰退とともに失業、クラウドソーシングに登録しライターとなる。
運転免許がなく、身分証明書は健康保険証とマイナンバーカードだけ。ペンネームはKEN、親しい人からはケンちゃんと呼ばれる。
鏡原 奈緒子（かがみはら なおこ）
「ドリーム・ハピネス・プランニング」のイベント司会者。40歳。婚活業界では名を知らぬ者はいない「婚活マエストロ」。

### ドリーム・ハピネス・プランニング
浜松の雑居ビルに事務所を構える婚活支援のイベント運営会社。1990年創業。
高野 豊（たかの ゆたか）
社長。60過ぎ。頭頂部が薄い。婚活事業以外にも不動産業も手掛けている。

### 第1話 婚活初心者
田中 宏（たなか ひろし）
レジデンス田中の大家。最上階で暮らす。80歳過ぎ。5年前に妻と死別している。
健人に「ドリーム・ハピネス・プランニング」の紹介記事の仕事を持ち込む。
アリサ / 川村 亜里沙（かわむら ありさ）
婚活パーティーの参加女性。33歳。フリーのライター。婚活パーティーのリピーター。
まこ
婚活パーティーの参加女性。海外ドラマ「ミラクル・ヒューストン」の登場人物であるマイケルのファン。
平川（ひらかわ）
フリーの編集者。

### 第2話 婚活傍観者
桑原（くわばら）
健人の大学時代からの友人。金融機関の社員。年々おでこが広くなっている。
派遣社員の女性と結婚し、小1女児と4歳の子どもがいる。
杉田（すぎた）
健人の大学時代からの友人。眼鏡。地元の市役所職員。元ブラック企業勤務。
婚活アプリ「マリメリ」で知り合った女性と3年前に結婚。去年子どもが生まれる。
梨花子（りかこ）
健人が大学時代に1年半付き合った女性。携帯に大量のストラップをつけていた。
松田 昭二（まつだ しょうじ）
シニア婚活パーティーの参加者。76歳。競艇場にいそうな、ジャンパーを着たおじいさん。
町の電器屋で働いていた。テレビでの相撲観戦が趣味。30代のころバツイチになっている。
エイコ
シニア婚活パーティーの参加女性。ガーデニングが趣味。

### 第3話 婚活旅行者
あきな / 望月 明奈（もちづき あきな）
婚活バスツアーの参加女性。36歳。健康診断の会社に勤める看護士。茶色いカーディガン。読書が趣味。
鏡原の幼なじみで、小学生のころ同じ登校班だった。
MOMO
婚活バスツアーの参加女性。32歳。赤いフレームの眼鏡、紫のエスニック柄のスカート。
ロサンゼルスに留学経験があり、本人曰く職業はできることをして稼ぐ「フリー」。
健人にタメ口をきき、彼をケンティーと呼ぶ。

### 第4話 婚活探求者
沙織（さおり）
健人が婚活アプリ「マリメリ」を使って知り合った女性。35歳。浜松市内の実家に住む。イオンの靴屋の店員。
健人にメールを送信し、彼とイタリアンダイニング「ヴェルパロッサ」でランチをともにする。
山本 隆平（やまもと りゅうへい）
健人が静岡駅前のホテルで開催された婚活パーティーで出会った男性。34歳。大阪市阿倍野区出身で関西弁。
婚活パーティーに初参加で、健人にいろいろと質問し、LINE交換する。
安藤 幸子（あんどう さちこ）
静岡駅前のホテルで開催された婚活パーティーのナビゲーター（司会者）。
しおり
婚活パーティーの参加女性。30歳。海外ドラマ「魂のとき」シーズン2のファン。
美帆（みほ）
婚活パーティーの参加女性。32歳。ふくやかでにこやか。
沙弥香（さやか）
婚活パーティーの参加女性。28歳。ドラッグストア勤務。お菓子作りが趣味。
きほ
婚活パーティーの参加女性。31歳。ショートカットでほっそりしている。AI相性診断で健人と相性が良いとされる女性。
AKI
婚活パーティーの参加女性。耳にミニサイズの源氏パイみたいなイヤリングをつけている。

### 第5話 婚活運営者
高野 律子（たかの りつこ）
高野社長の妻。親しみやすい雰囲気。
池田 さつき（いけだ さつき）
婚活パーティーの参加女性。35歳。工場勤務。色白で痩せ型。長い髪をひとつに束ねている。Gジャンに同じ生地のスカート。
独特な話し方をする。漫画を読むのが好きで『こち亀』などを推している。

### 第6話 婚活主催者
大原（おおはら）
健人が大学生のころにレジデンス田中に住んでいた同学年の女性。梨花子の友人。

## 受賞歴
- 2025年：『楽天Kobo電子書籍Award 2025』小説部門 入賞[11]

## 書誌情報
- 単行本：文藝春秋、2024年10月25日発売[6]、ISBN 978-4-163-91908-9

| タイトル[注 2]   | 初出                           |
| ---------------- | ------------------------------ |
| 第1話 婚活初心者 | 『別冊文藝春秋』2024年1月号[1] |
| 第2話 婚活傍観者 | 『別冊文藝春秋』2024年3月号[2] |
| 第3話 婚活旅行者 | 『別冊文藝春秋』2024年5月号[3] |
| 第4話 婚活探求者 | 『別冊文藝春秋』2024年7月号[4] |
| 第5話 婚活運営者 | 『別冊文藝春秋』2024年9月号[5] |
| 第6話 婚活主催者 | 『別冊文藝春秋』2024年9月号[5] |

## オーディオブック

### Audible版
2024年12月13日よりAudibleにて吉野貴大が朗読するオーディオブックが配信されている。

### オトバンク版
2024年12月13日よりオトバンクにてドラマ形式で音声化したオーディオブックが配信されている。 

#### キャスト（オーディオブック）
- 猪名川健人 - 山下誠一郎[13]
- 鏡原奈緒子 - 白石涼子[13]
- 田中宏 - 茶風林[13]
- 高野豊 - 目黒光祐[13]
- アリサ - 北原樹[13]
- 桑原 - 小林直人[13]
- 杉田 - 玉木雅士[13]
- 松田昭二 - 塩屋浩三[13]
- MOMO - 伊藤かな恵[13]
- あきな - 山名枝里子[13]
- 安藤幸子 - 大木咲絵子[13]
- 隆平 - 清水健佑[13]
- 沙織 - 三浦円[13]
- 池田 - 長谷川天音[13]